# 이나사정
이나사정(引佐町)은 시즈오카현 이나사군에 설치되었던 정이다.

## 역사
- 1953년 4월 1일 - 이나사군 가사나시촌, 이이노야촌에 편입과 정으로 시행해 이나사정으로 개칭되어 성립하였다.
- 1955년 5월 1일 - 이나사정, 오쿠야마촌, 이다이라촌, 이즈타마촌이 합병해 새로운 이나사정이 설치되었다.
- 2005년 7월 1일 - 주변 10시정촌과 함께 하마마쓰시에 편입돼, 자치체로서의 이나사정은 폐지되었다.

## 교통

### 도로
- 국도 제257호선
- 국도 제362호선

### 철도
- 덴류하마나코 철도
  - 덴류하마나코 선